# Lada 2101

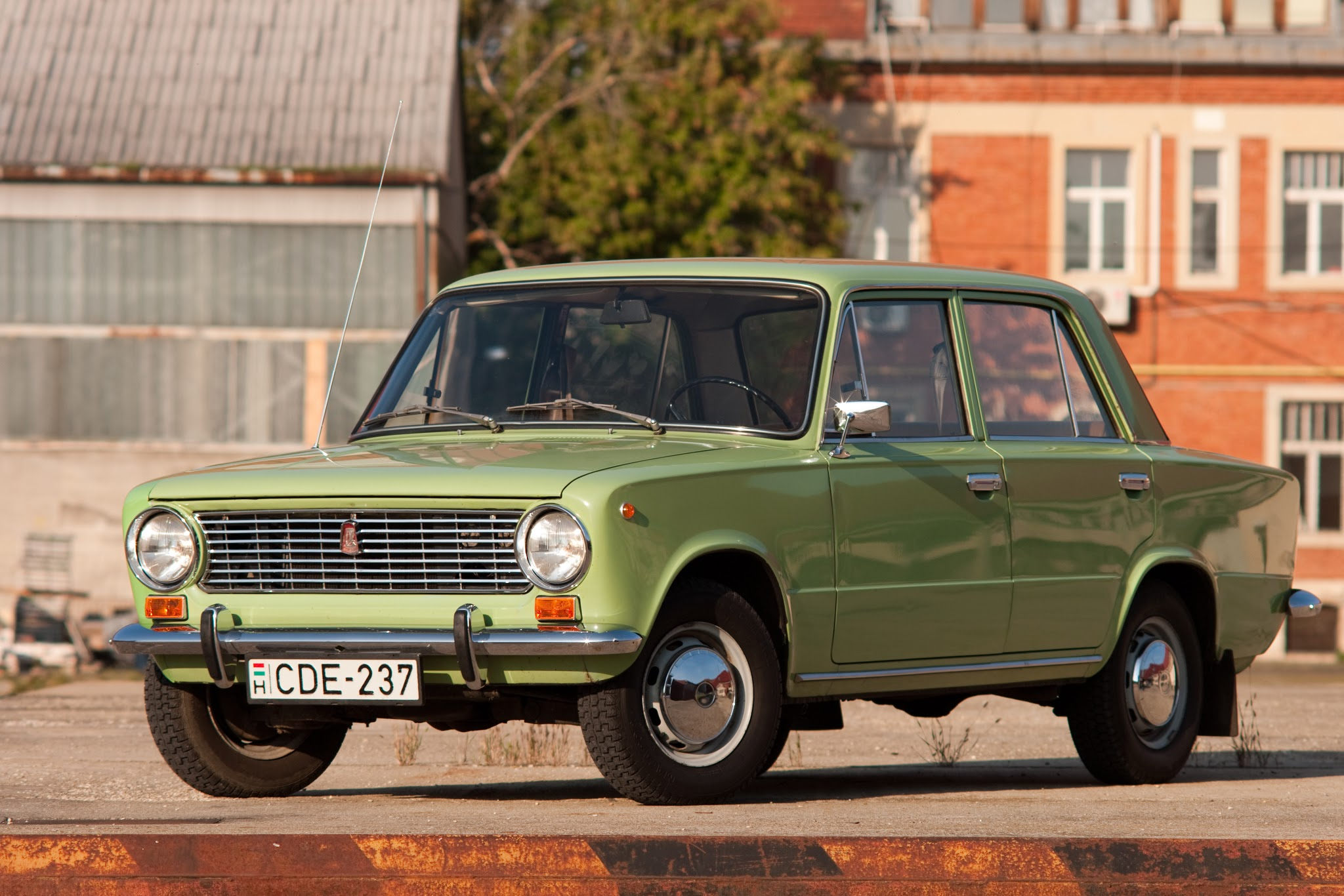
Lada 2101.

Lada 2101, 2102, 2103, 2104, 2105, 2106 var bilar av märket Lada. De var licenstillverkade Fiat 124. Den något moderniserade Lada 2107 kallades även Lada Riva på vissa marknader. 2102 och 2104 var kombibilar medan 2101, 2103, 2105, 2106 och 2107 var av sedanmodell. 2107 fortsatte produceras fram till 2012.
Modellerna såldes även i Sverige under namnen VAZ 1200, 1300, 1500 och 1600. Varumärket Lada undveks till en början, kanske eftersom ordet redan finns i svenska språket. 

## VAZ-2101 (1970-1982)
Fabrikens beteckning på grundmodellen var VAZ-2101, och den byggde på Fiat 124 med några mindre förändringar. Karossen har tjockare plåt än i Fiaten. Motorn hade överliggande kamaxel (till skillnad från stötstångsmotorn i Fiat). Baktill fick bilen trumbromsar, medan originalet hade skivbromsar runt om. De tidiga årsmodellerna hade en startvev och ett handtag för att pumpa fram bränsle till motorn för hand.
Motorn var på 1,2 liters volym och hade 58 hk. Fram till 1974 såldes bilarna p.g.a. ett avtal med Fiat inte på de exportmarknader där Fiat 124 fortfarande såldes. När den ersattes av Fiat 131 var det fritt fram att exportera, och den såldes då som Lada 1200 i Västeuropa.

## VAZ-21011 (1974-1981)
Den här varianten kom 1974 och fick en 1,3-liters motor med 63 hk. Samtidigt infördes en del andra modifieringar, som självjusterande trumbromsar bak. De förbättringarna fördes också över på grundmodellen 2101. Det här var den första modell som såldes i Sverige, och den hette här VAZ 1300.

## VAZ-2103 (1972-1984)
Med 1,5-litersmotor fick modellen en ny beteckning. Utvändigt kunde man se på de dubbla runda strålkastarna att det här var en annan modell. Invändigt hade den fler mätare på instrumentbrädan. Beteckningen i Sverige var VAZ 1500.

## VAZ-2106 (1976-2001)
Det här var 1,6-litersversionen, som i Sverige hette VAZ 1600.
Den här modellen av VAZ/Lada tillverkades i olika versioner fram till 1988, men på exportmarknaderna avlöstes den av Lada 2105.